# آرتور اسمیت (مربی فوتبال آمریکایی)
آرتور ویلیام اسمیت (به انگلیسی: Arthur William Smith) (زاده شده در ۲۷ مه ۱۹۸۲) یک مربی فوتبال آمریکایی است که سرمربی تیم شاهین آتلانتا در لیگ ملی فوتبال (NFL) است. او پیش از این به عنوان دستیار مربی برای تیم تنسی تایتان فعالیت کرده‌است. اخیراً به عنوان یک سازمان دهتده تهاجمی، قبل از اینکه به عنوان سرمربی شاهین‌ها در سال ۲۰۲۱ تبدیل شود، خدمت می‌کرد. اسمیت پسر بنیانگذار شرکت فدکس فردریک دبلیو اسمیت است.

## سالهای اولیه و حرفه بازیگری
اسمیت در ۲۷ می ۱۹۸۲ در شهر ممفیس تنسی به دنیا آمد.
او به دبیرستان جورج تاون در شمال بتسدا مریلند رفت. وی در آنجا کاپیتان بود و در پست تهاجمی بازی می‌کرد. او مهارتی در تکل زدن و در پست تدافعی نیز داشت. او در دو و میدانی لاکراس و بسکتبال نیز شرکت می‌کرد. اسمیت در دوران دبیرستان در ایالت توسط واشینگتن پست به عنوان اولین تیم در خط حمله دو بار در همایش و اولین تیم در مدرسه فوتبال All Metro برگزیده شده بود.
اسمیت در سال‌های ۲۰۰۱–۲۰۰۵ یک نگهبان برای کارولینای شمالی بود. وی در سال ۲۰۰۱ یک دانشجوی تازه‌وارد سال اولی لباس قرمز بود. اسمیت در ماه ژانویه ۲۰۰۳ عمل جراحی پا انجام داد و تمام مابقی فصل ۲۰۰۳ را از دست داد. اسمیت اقدامات کمی را در سال ۲۰۰۴–۲۰۰۵ انجام داد. پس از فارغ التحصیلی در سال ۲۰۰۶ اسمیت یک دستیار فارغ التحصیل در کارولینای شمالی شد.

## شغل مربیگری

### واشینگتن رد اسکینز
اسمیت در سال۲۰۰۷ مربی کنترل کیفیت دفاعی واشینگتن رد اسکینز شد. وی تا سال ۲۰۰۸ در این سمت باقی ماند.

### اوله میس
اسمیت در سال ۲۰۱۰ به عنوان کارآموز دفاعی و دستیار اداری اول میس استخدام شد.
اسمیت در سال ۲۰۱۱ زیر نظر سرمربی جدید مونچاک به عنوان مربی کنترل کیفیت دفاعی تایتان منصوب شد. بعدها در فصل ۲۰۱۲ اسمیت به عنوان مربی کیفیت تهاجمی برگزیده شد. او در فصل۲۰۱۳ به دستیار مربی تاکتیک تهاجمی tight ends ارتقا رتبه گرفت. مونچاک بعد از فصل۲۰۱۳ اخراج شد و سرمربی جدید کن ویسن هانت اسمیت را در سمت قبلی خود او را نگه داشت. اواسط فصل۲۰۱۵ ویسن هانت اخراج شد و مربی تاکتیکtight ends مایک مولارکی جایگزین او شد. مولارکی تا فصل۲۰۱۶ در سمت خود حفظ شد و اسمیت به عنوان مربی جدید تاکتیک tight ends منصوب شد. وقتی که مولارکی بعد از فصل ۲۰۱۷ استخراج شد سرمربی جدید مایک ورابل تا سال ۲۰۱۸ اسمیت را در سمت خود نگه داشت.
در ۲۱ ژانویه ۲۰۱۹ اسمیت به عنوان سازمان دهنده تهاجمی ترفیع گرفت و جایگرین مت لافلور شد که دو هفته قبل به عنوان سرمربی گرین بی پکرز راهی آن تیم شده بود. اسمیت در اولین سال خود به عنوان سازمان دهنده تهاجمی و تیم تیتان تحت نظارت او با کمک افراد سابقه داری همچون دریک هنری رایان تانهیل و جونو اسمیت به بالاترین امتیاز تیم تایتان در ۱۶سال گذشته رسید. آرتور اسمیت به دلیل بازی در تایتان در پیروزی ۲۸بر۱۲ تایتان در مقابل بالتیمور ریونز در رده‌بندی AFC بالا جدول قرار گرفت و مورد ستایش قرار گرفت.

### شاهین‌های آتلانتا
در تاریخ ۱۵ ژانویه ۲۰۲۱ اسمیت به سمت سرمربی تیم شاهین‌های آتلانتا منصوب گشت.

## سابقه سرمربیگری
| تیم | سال  | فصل منظم | فصل منظم | فصل منظم | فصل منظم | فصل منظم  | فصل بعد  | فصل بعد | فصل بعد  | فصل بعد |
| تیم | سال  | برنده شد | کم شده   | روابط    | پیروزی ٪ | تمام کردن | برنده شد | کم شده  | پیروزی ٪ | نتیجه   |
| --- | ---- | -------- | -------- | -------- | -------- | --------- | -------- | ------- | -------- | ------- |
| ATL | ۲۰۲۱ | ۰        | ۰        | ۰        | –        | -         | -        | -       | -        | -       |
| جمع | جمع  | ۰        | ۰        | ۰        | –        |           | ۰        | ۰       | .۰۰۰     |         |

## زندگی شخصی
اسمیت و همسرش آلیسون با ۳ فرزندشان تانر سوفی و ویلیام در نشویل تنسی اقامت دارند. پدر اسمیت فردریک ویلیام اسمیت بنیانگذار و مدیر عامل FedEx است. او ۹ خواهر و برادر دارد از جمله خواهران وی وینلند اسمیت رایس و مولی اسمیت هستند.